# Округ Хајд (Северна Каролина)
Хајд (енгл. Hyde County) је округ у америчкој савезној држави Северна Каролина.

## Демографија
По попису из 2010. године број становника је 5.810, што је 16 (-0,3%) становника мање него 2000. године.
| Група             | 2000.         | 2010.         |
| Белци             | 3.590 (61,6%) | 3.436 (59,1%) |
| Афроамериканци    | 2.043 (35,1%) | 1.836 (31,6%) |
| Азијати           | 21 (0,4%)     | 16 (0,3%)     |
| Хиспаноамериканци | 131 (2,2%)    | 411 (7,1%)    |
| Укупно            | 5.826         | 5.810         |